# Führungsakademie der Bundeswehr
Die Führungsakademie der Bundeswehr (FüAkBw) ist seit 1957 die höchste militärische und zentrale Ausbildungsstätte für die Aus-, Weiter- und Fortbildung aller Stabsoffiziere und Generale/Admirale der Bundeswehr in Deutschland. Sitz ist seit 1958 Hamburg-Nienstedten in der dortigen Clausewitz-Kaserne. Weitere Teile befinden sich im benachbarten Hamburg-Osdorf in der Generalleutnant-Graf-von-Baudissin-Kaserne. Die FüAkBw ist seit dem 1. Januar 2017 direkt dem Generalinspekteur der Bundeswehr unterstellt.

## Geschichte

Liegenschaften der Bundeswehr in Hamburg (Stand April 2013)

Im Januar 1957 wurde in der Gendarmerie-Kaserne in Bad Ems der erste anfangs auf sechs Monate angelegte Generalstabslehrgang Heer abgehalten. Wenig später folgten die ersten zwölfmonatigen Lehrgänge für die Marine (1957) und die Luftwaffe (1958).
Der neue Standort war indes Gegenstand politischer Diskussionen. Während der damalige Bundesverteidigungsminister Franz Josef Strauß (CSU) für eine süddeutsche Stadt warb, machten sich der Erste Bürgermeister der Freien und Hansestadt Hamburg Kurt Sieveking (CDU) und später der Generalinspekteur der Bundeswehr General Adolf Heusinger für Hamburg stark. Im Herbst 1958 erfolgte dann der Umzug nach Hamburg-Hochkamp in das Villenviertel, wo die Führungsakademie am 28. Oktober 1958 durch Verteidigungsminister Strauß eröffnet wurde. Die Ausbildung war so angelegt, dass sie im Sinne der Preußischen Reformen teilstreitkräfteübergreifend und wissenschaftlich ausgerichtet wurde und politische und rechtliche Bildung ermöglichte. Insbesondere die Innere Führung und das Leitbild des Staatsbürgers in Uniform wurden zu einem zentralen Grundsatz. Fortan war es auch Offizieren aus NATO-Bündnisstaaten und ab 1962 aus Nicht-NATO-Staaten möglich, an Lehrgängen teilzunehmen.
In der Amtszeit von Verteidigungsminister Helmut Schmidt (SPD) wurde die Stabsakademie der Bundeswehr (1966–1974) in die Führungsakademie integriert, was zur Folge hatte, dass hier nun auch die Stabsoffizier- und Auswahllehrgänge stattfanden. Ab 1974 wurden zwei weitere Kasernen für die Ausbildung genutzt. Im Zuge der Aktivitäten der Friedensbewegung gegen die „Nachrüstung“ in der BRD in den 1980er Jahren erweiterte der damalige Kommandeur der Führungsakademie Konteradmiral Dieter Wellershoff den Lehrkatalog um sicherheitspolitische Seminare für die zivile Öffentlichkeit (u. a. Kirchen, Gewerkschaften und Parteien).

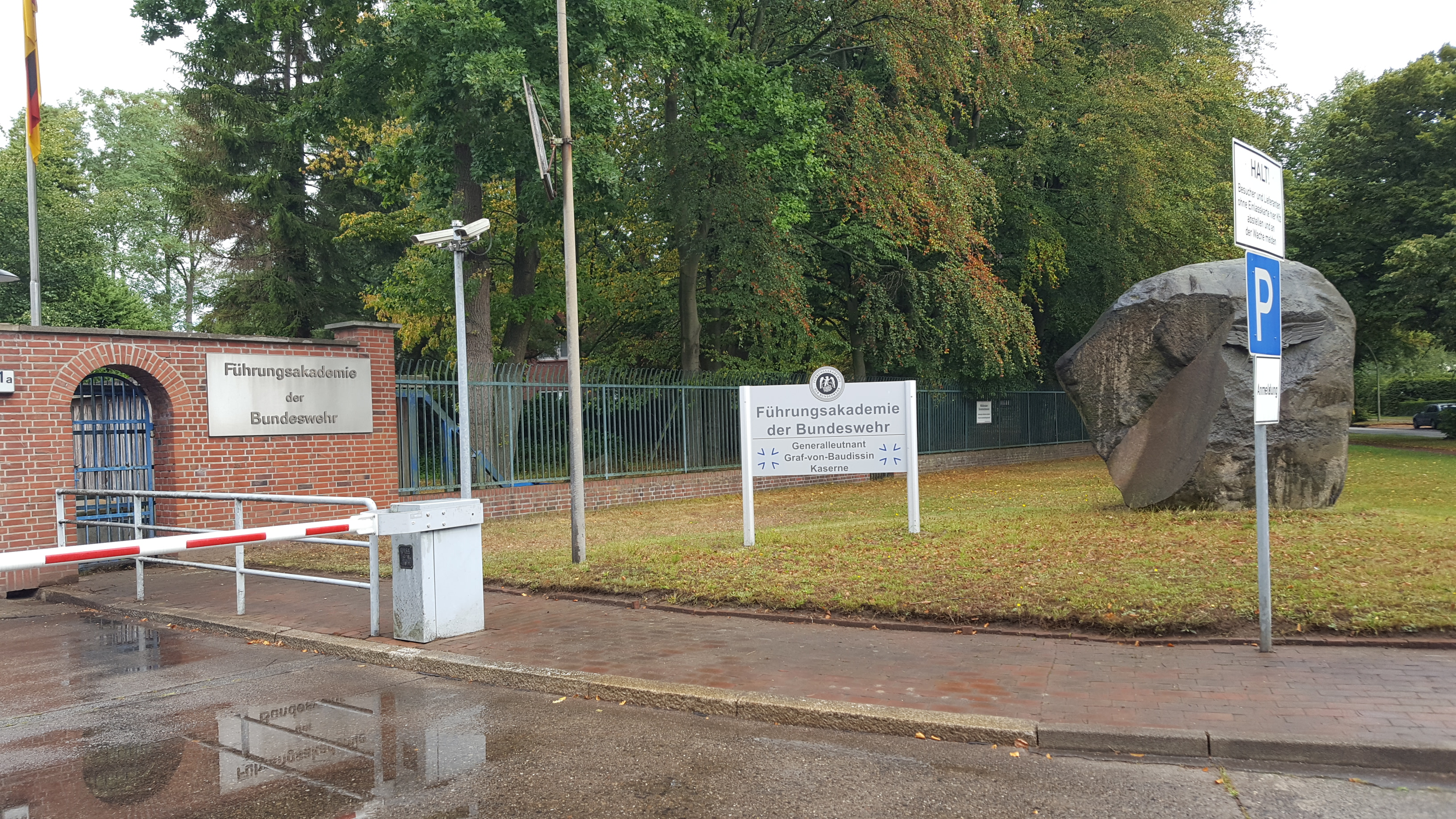
Kasernentor der Führungsakademie der Bundeswehr, 2019

Die politische Wende 1990 zog die Ausbildung von Kommandeuren der ehemaligen Nationalen Volksarmee (NVA) nach sich. Um internationale Offiziere besser integrieren und unterstützen zu können, wurde 1993 auf Betreiben des Ersten Bürgermeisters der Freien und Hansestadt Hamburg Henning Voscherau (SPD) und des Kommandeurs der Führungsakademie Generalmajor Klaus Reinhardt der „Freundeskreis Ausbildung ausländischer Offiziere an der Führungsakademie der Bundeswehr“ ins Leben gerufen. 1996 kam es zur Etablierung eines EURO-Lehrgangs. Neben einigen sicherheitspolitischen Anpassungen im Lehr- und Organisationsbereich wurde 1998 das Zentrum Führung Gemeinsamer Operationen (ZFGO) errichtet. 1999 wurde das Internationale Clausewitz-Zentrum (ICZ) gegründet, um das ideelle Erbe des Militärtheoretikers und Generalmajors Carl von Clausewitz zu erhalten. Das moderne Planübungszentrum Manfred-Wörner-Zentrum (MWZ), benannt nach NATO-Generalsekretär Manfred Wörner, wurde dann im Jahre 2000 eingeweiht. Der Nachlass von Generalleutnant Wolf von Baudissin wurde im 2001 eröffneten Baudissin-Dokumentationszentrum gebündelt.
In den 2000er Jahren wurde die Stabsoffizierausbildung durch eine Arbeitsgruppe inhaltlich angepasst. Im Vordergrund stehen heute in einem Lebenslangen Lernen vor allem Multinationalität und Streitkräftegemeinsamkeit. 2004 wurde erstmals ein streitkräftegemeinsamer Lehrgang Generalstabs-/Admiralstabsdienst angeboten. Außerdem erfolgte die Eröffnung des Henning-von-Tresckow-Gebäudes, benannt nach dem Widerstandskämpfer gegen den Nationalsozialismus Generalmajor Henning von Tresckow sowie des Admiral-Dieter-Wellershoff-Gebäudes, benannt nach dem ehemaligen Kommandeur und späteren Generalinspekteur der Bundeswehr. 2005 fand die erste Militärakademieübergreifende Übung Combined Joint Euro Exxercis (CJEX) in der FüAkBw statt. 2010 wurde in Anlehnung an die National Defense University ein Deutscher Capstone Course (DCC) für Generale und Admirale sowie zivile Beamte eingeführt. 2022 feierte der Lehrgang Generalstabs-/Admiralstabsdienst International (LGAI) sein 60-jähriges Bestehen. Vom 1. Oktober 2000 bis zum 31. Dezember 2016 war die Akademie Teil des militärischen Organisationsbereichs Streitkräftebasis, davor war sie eine Zentrale Militärische Dienststelle.

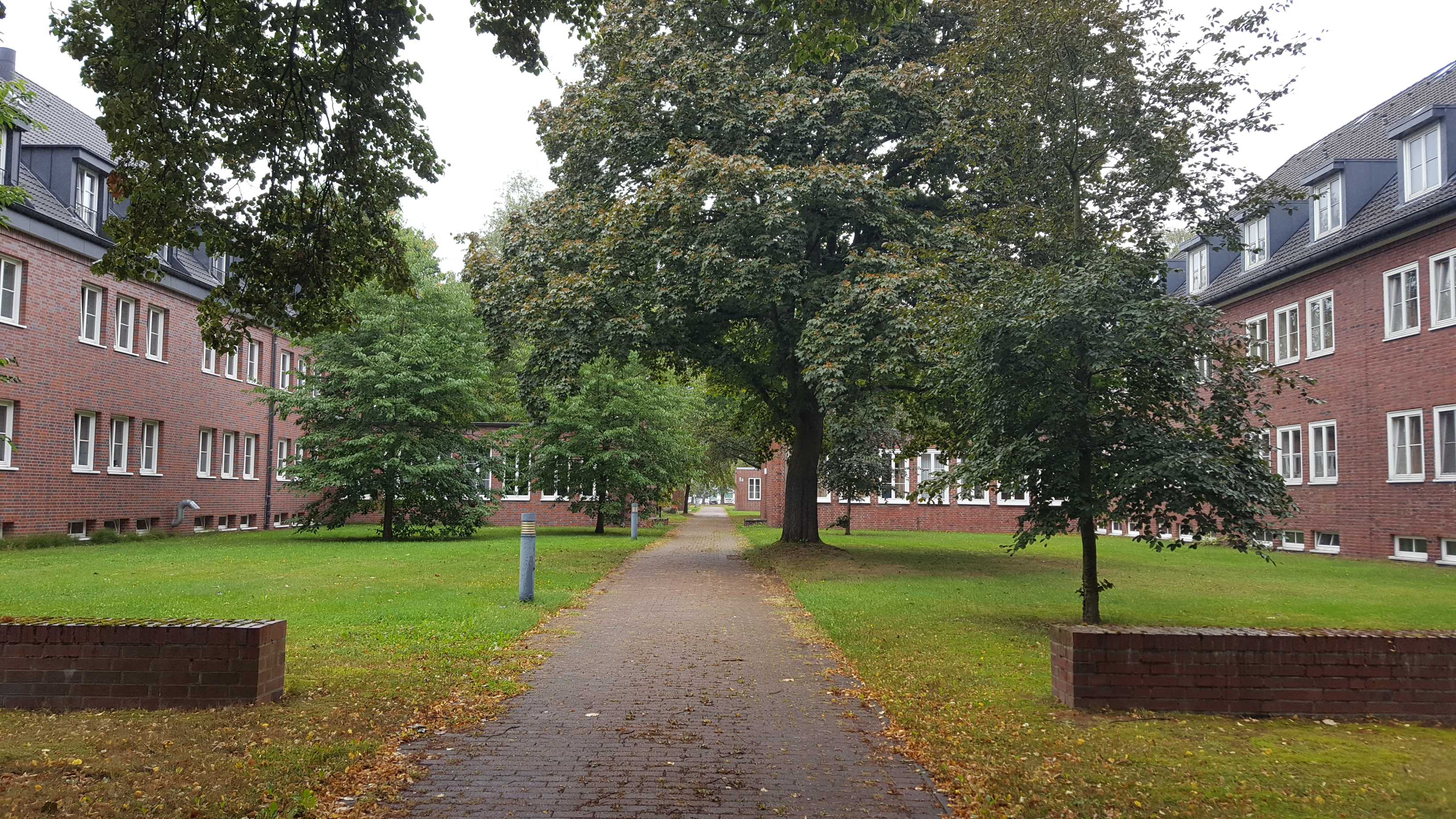
Generalleutnant-Graf-von-Baudissin-Kaserne, 2019

Zeitweise war die Führungsakademie auch in der Reichspräsident-Ebert-Kaserne in Hamburg-Iserbrook untergebracht.

## Organisation

### Führung
Unterstützt von einem Stab wird die Führungsakademie von folgenden Personen geführt:
- Kommandeur seit September 2023: Konteradmiral Ralf Kuchler
- Stellvertretender Kommandeur und Direktor Ausbildung (früher Direktor Lehrgänge) seit Juni 2024: Oberst i. G. Thorsten Ilg[2]
- Direktor Strategie & Fakultäten (früher Direktor Lehre): Brigadegeneral Frank Pieper

### Gliederung
Der Bereich Militärische Lehre war 2017 in folgende Fakultäten gegliedert:
- Fakultät Führung Streitkräfte

- Bereich Heer
- Bereich Luftwaffe
- Bereich Marine
- Bereich Streitkräftebasis
- Bereich Sanitätsdienst und Gesundheitswissenschaften

- Fakultät Politik, Strategie und Gesellschaftswissenschaften (PSGW), die wissenschaftsorientierte und größte Fakultät der Führungsakademie
- Fakultät Einsatz
- Fakultät Führung und Management (FuM)

## Kommandeure
(chronologisch)
| Nr. | Dienstgrad und Name                            | TSK       | Amtsbeginn    | Amtsende      |
| --- | ---------------------------------------------- | --------- | ------------- | ------------- |
| –   | Oberst i. G. Detlev von Rumohr (kommissarisch) | Heer      | 1. Jan. 1957  | 31. Juli 1957 |
| 01  | Generalmajor Heinz Gaedcke                     | Heer      | 1. Aug. 1957  | 30. Sep. 1959 |
| 02  | Generalmajor Hellmuth Laegeler                 | Heer      | 1. Okt. 1959  | 31. März 1962 |
| 03  | Generalmajor Ulrich de Maizière                | Heer      | 1. Apr. 1962  | 30. Sep. 1964 |
| 04  | Generalmajor Jürgen Bennecke                   | Heer      | 1. Okt. 1964  | 30. Sep. 1966 |
| 05  | Generalmajor Hans Hinrichs                     | Heer      | 1. Okt. 1966  | 30. Sep. 1970 |
| 06  | Generalmajor Rudolf Jenett                     | Luftwaffe | 1. Okt. 1970  | 30. Sep. 1974 |
| 07  | Generalmajor Eberhard Wagemann                 | Heer      | 1. Okt. 1974  | 30. Sep. 1977 |
| 08  | Generalmajor Heinz von zur Gathen              | Heer      | 1. Okt. 1977  | 31. März 1981 |
| 09  | Konteradmiral Dieter Wellershoff               | Marine    | 1. Apr. 1981  | 31. März 1984 |
| 10  | Generalmajor Dieter Clauß                      | Heer      | 1. Apr. 1984  | 31. März 1986 |
| 11  | Generalmajor Jörn Söder                        | Heer      | 1. Apr. 1986  | 30. März 1988 |
| 12  | Generalmajor Werner von Scheven                | Heer      | 1. Apr. 1988  | 22. Okt. 1990 |
| 13  | Generalmajor Klaus Reinhardt                   | Heer      | 23. Okt. 1990 | 30. Juni 1993 |
| 14  | Generalmajor Hartmut Olboeter                  | Luftwaffe | 1. Juli 1993  | 26. Jan. 1996 |
| 15  | Konteradmiral Rudolf Lange                     | Marine    | 27. Jan. 1996 | 30. März 2001 |
| 16  | Generalmajor Hans-Christian Beck               | Heer      | 31. März 2001 | 14. Juli 2005 |
| 17  | Generalmajor Wolf-Dieter Löser                 | Heer      | 14. Juli 2005 | 7. Feb. 2008  |
| 18  | Generalmajor Robert Bergmann                   | Heer      | 7. Feb. 2008  | 14. Juli 2011 |
| 19  | Generalmajor Achim Lidsba                      | Heer      | 14. Juli 2011 | 31. Aug. 2016 |
| 20  | Konteradmiral Carsten Stawitzki                | Marine    | 1. Sep. 2016  | 9. Mai 2018   |
| 21  | Generalmajor Oliver Kohl                       | Heer      | 9. Mai 2018   | 31. Aug. 2023 |
| 22  | Konteradmiral Ralf Kuchler                     | Marine    | 1. Sep. 2023  |               |

## Chefs des Stabes (Auswahl)
- Kapitän zur See Helmut Neuss: vom 1. März 1958 bis 15. August 1960
- Kapitän zur See Walter Berger: vom 16. August 1960 bis 28. Februar 1961
- Kapitän zur See Bernhard Busse: vom 1. März 1961 bis 30. September 1962
- Oberst i. G. Georg Hornig: vom 1. Oktober 1962 bis 30. September 1966
- Oberst i. G. Walter Dorfmüller: vom 1. Oktober 1966 bis 30. September 1970
- Kapitän zur See Hartwig Looks: von September 1970 bis September 1975
- Oberst i. G. Michael Schlechtweg: ab November 2019

## Lehrgänge und Seminare

### Militärische Lehrgänge
- Basislehrgang Stabsoffizier (früher: Stabsoffizierlehrgang)[14] (BLS) für Berufsoffiziere des Truppendienstes und ausgewählte Sanitätsoffiziere. Nach 8 Jahren Dienstzeit kann der etwa dreimonatige Lehrgang besucht werden. Er findet dreimal im Jahr statt und ist insgesamt für ca. 600 Teilnehmer vorgesehen. Zuvor absolvieren die Teilnehmer ein Vorbereitungsprogramm, das die jeweiligen Teilstreitkräfte selbst festlegen. Das Bestehen ist Voraussetzung für die Beförderung zum Stabsoffizier.
- Stabsoffizierfortbildungslehrgang[14] (SFL) für Absolventen des BLS nach zwei Jahren. Er umfasst gut zwei Wochen.
- Generalstabs-/Admiralstabsdienst National[14] (LGAN) nach erfolgreichem Abschluss des BLS. Er ist auf zwei Jahre angesetzt und besteht aus nationalen – ca. 18 Prozent eines jeden Offizierjahrgangs – und internationalen Teilnehmern (NATO, EU).
- Generalstabs-/Admiralstabsdienst International[14] (LGAI) für nationale und internationale Teilnehmer (Nicht-NATO). Er ist auf zwölf Monate angesetzt (zzgl. vorgeschalteter Sprachausbildung) und trägt den Beinamen „Kleine UNO“. Bisher nahmen mehr als 3000 Vertreter aus über 100 Nationen teil.
- Lehrgang Europäische Sicherheit (ESich) für Absolventen des LGAI. Er ist auf vier Wochen angesetzt.

An die Lehrgangsbesten werden besondere Auszeichnungen vergeben wie der General-Heusinger-Preis (der General Heusinger Stiftung), die Ehrenmedaille und die Ehrenurkunde General von Clausewitz (der Clausewitz-Gesellschaft) und der Scharnhorst-Preis (des Freundeskreises Ausbildung ausländischer Offiziere an der Führungsakademie der Bundeswehr).

### Militärische Seminare
– z. T. auch für zivile Führungskräfte –
- Ausbildungsfeld 1000: Staaten, Gesellschaften, Militär
- Ausbildungsfeld 2000: Fähigkeiten und Strukturen von Streitkräften
- Ausbildungsfeld 3000: Grundbetrieb Bundeswehr
- Ausbildungsfeld 4000: Führung und Einsatz von Streitkräften (u. a. der in englischer Sprache abgehaltene und von der UN zertifizierte United Nation Staff Officer Course (UNSOC) zur Vorbereitung deutscher wie ausländischer Offiziere auf Verwendung in Stäben im Rahmen von Einsätzen unter dem Mandat der Vereinten Nationen (UNO))
- Ausbildungsfeld 5000: Individuelle Führungskompetenz

## Weitere Einrichtungen

### German Institute for Defence and Strategic Studies
Das German Institute for Defence and Strategic Studies (GIDS) ist ein auf Strategien ausgerichtetes Forschungsinstitut im Geschäftsbereich des Bundesministeriums der Verteidigung mit Sitz in Hamburg in der Clausewitz-Kaserne.

### Manfred-Wörner-Zentrum
Das Manfred-Wörner-Zentrum (MWZ) ist das 2000 eingeweihte Planübungszentrum der Führungsakademie der Bundeswehr.

### Wissenschaftliches Forum für Internationale Sicherheit
Dem Dialog zwischen Wissenschaft und Militär dient das Wissenschaftliche Forum für Internationale Sicherheit e. V. (WIFIS).

### Internationales Clausewitz-Zentrum
Zur Beurteilung sicherheitspolitischer Lagen greift die Führungsakademie auch auf die Methode und Theorie des preußischen Militärtheoretiker Generalmajor Carl von Clausewitz zurück. 1999 wurde ein Internationales Clausewitz-Zentrum (ICZ) gegründet, welches das Erbe des Philosophen bewahren soll. Es findet regelmäßig ein Dialog zwischen Streitkräften und der „strategic community“ statt, ohne dabei offiziösen Anspruch zu erheben. Dabei kooperiert das Zentrum mit verschiedenen Meinungsbildnern in Hamburg. Das ICZ ist ferner verantwortlich für die Schriftenreihe Clausewitz-Protokolle. Zu den Gesprächspartnern gehörten in der Vergangenheit u. a. Helga Haftendorn, Franz Josef Jung, Klaus Naumann, Andreas Herberg-Rothe, Gunter Pleuger, Peter Struck und Ernst Uhrlau.

### Baudissin-Dokumentationszentrum
Im Jahre 2001 wurde in Räumlichkeiten der Führungsakademie in der Hamburger Generalleutnant-Graf-von-Baudissin-Kaserne das Baudissin-Dokumentationszentrum welches den Nachlass des „Vaters der Inneren Führung“, Generalleutnant Wolf von Baudissin, verwaltet. Ehrenamtlich wird die Einrichtung durch den Militärpädagogen Oberstleutnant a. D. Claus Freiherr von Rosen geleitet.

## Freundeskreis
1993 wurde der Freundeskreis Ausbildung ausländischer Offiziere an der Führungsakademie der Bundeswehr e. V. gegründet. Ehrenmitglieder des Vereins sind Bundeskanzler a. D. Helmut Schmidt und Bundesminister der Verteidigung a. D. Volker Rühe. Der Freundeskreis will die Bildung von ausländischen Offizieren fördern und mit seinem Engagement auch für die Offiziersfamilien einen Teil zur Völkerverständigung beitragen. Präsident ist Reinhard Wagner; er wird durch Vorstand und Beirat unterstützt.

## Kooperationen
Die Führungsakademie kooperiert mit vielen Akteuren auf nationaler Ebene wie der Führungsakademie der Bundesagentur für Arbeit, dem Zentrum für Internationale Friedenseinsätze, dem Bildungszentrum der Bundeswehr, der Deutsch Atlantischen Gesellschaft, dem Genfer Zentrum für Sicherheitspolitik und der Helmut-Schmidt-Universität/Universität der Bundeswehr Hamburg. Mit der Technischen Universität Hamburg richtet die Führungsakademie jährlich das Forum Zukunftsorientierte Steuerung aus.
Das German Institute for Defence and Strategic Studies (GIDS) in Hamburg ist als Kooperationseinrichtung der Führungsakademie der Bundeswehr und der Helmut-Schmidt-Universität/Universität der Bundeswehr Hamburg gegründet worden.
Eine erfolgreiche langjährige Zusammenarbeit besteht mit dem American Jewish Committee (AJC) mit Sitz in New York.
International bestehen enge Beziehungen zu hohen militärischen Ausbildungseinrichtungen u. a. der École de guerre (Frankreich), dem Joint Services Command and Staff College (Vereinigtes Königreich), dem Istituto Superiore di Stato Maggiore Interforze (Italien), dem Naval War College (USA) und dem United States Army War College (USA). Genannte Länder stellen je einen (die USA für jede Teilstreitkraft) Verbindungsoffizier.

## Sonstiges
In die Kritik geriet die Führungsakademie, als 1997 öffentlich bekannt wurde, dass der Rechtsextremist Manfred Roeder, verurteilter Holocaustleugner, dort 1995 einen Vortrag zum Thema Die Übersiedlung von Rußlanddeutschen in den Raum Königsberg halten konnte. 1998 konstituierte sich zum ersten Mal der Verteidigungsausschuss als Untersuchungsausschuss im Deutschen Bundestag und befasste sich mit der „Abklärung tatsächlicher und behaupteter rechtsextremistischer Vorfälle in der Bundeswehr“. Durch den Fall Röder überprüfte die Bundeswehr ihren Umgang mit der extremen Rechten und zog nachhaltige Konsequenzen u. a. für Politische Bildung, Dienstaufsicht und disziplinarische Maßnahmen.

## Auszeichnungen
- 2007: Fahnenband der Freien und Hansestadt Hamburg
- 2009: Wolf-Graf-von-Baudissin-Medaille[29]